# Haute École Louvain en Hainaut

De Haute École Louvain en Hainaut (HELHa) is een hogeschool die ontstond uit de fusie van enkele Belgische Franstalige hogescholen.  Een van de oudste daarvan is het Institut Cardijn.
De hogeschool heeft vestigingen in Bergen, 's-Gravenbrakel, Charleroi, Doornik (3 campussen), Fleurus, Gilly, Gosselies, La Louvière (2 campussen), Leuze-en-Hainaut, Louvain-la-Neuve, Loverval, Moeskroen en Montignies-sur-Sambre. 
Onderstaand de drie fuserende instellingen, met in tweede lijn de hogescholen die bij eerdere fusies al waren opgeslorpt.
- Haute École Charleroi Europe
  - Institut Cardijn
- Haute École Libre du Hainaut Occidental
- Haute École Roi Baudouin
  - ENBLC, École normale de Braine-le-Comte
  - IRAM, Institut Reine-Astrid de Mons
  - ISFEC, Institut supérieur de formation économique du Centre
  - ISICH, Institut supérieur industriel catholique du Hainaut
  - ISSHA, Institut supérieur des sciences humaines appliquées
  - ISEPJ, École d'infirmier(e)s Saint-Philippe de Jolimont

## Geschiedenis
Het Institut Cardijn werd in 1922 gesticht door het "Mouvement Ouvrier Chrétien" (Franstalige ACW) onder de bescherming van de toen nog tweetalige Katholieke Universiteit Leuven en leidde maatschappelijk assistenten op. De Christelijke arbeidersinspiratie blijkt ook uit de naamgeving die verwijst naar Jozef Cardijn. Sedert enkele jaren hebben ze zich op de campus van Louvain-la-Neuve gevestigd, en maken ze deel uit van een netwerk van katholieke Franstalige hogescholen.